# Prolatilus jugularis
El blanquillo (Prolatilus jugularis), también llamado cabrilla, peje blanco o rollizo, es una especie de pez actinopeterigio marino, la única del género monotípico Prolatilus de la familia de los pnguipédidos. Se pesca y explota comercialmente.

## Biología
Cuerpo alargado de color marrón con algunas manchas oscuras, y con una longitud máxima descrita de 40 cm, y de peso máximo se ha descrito una captura con 199 g, en la aleta dosal tiene cuatro espinas y 27 a 29 radios blandos, mientras que en la aleta anal tiene dos espinas y 19 a 22 radios blandos, aleta caudal subtruncada. Se alimenta de crustáceos, anélidos poliquetos y pequeños peces.

## Distribución y hábitat
Se distribuye por las costas de América del Sur al este del océano Pacífico, desde Huacho (Perú) al norte, hasta Chiloé (Chile) al sur. Son peces de marina y agua dulce, a veces también en aguas salobres, de comportamiento demersal, que prefiere temperatura subtropical de unos 14 °C. Su hábitat son los fondos arenosos o rocosos.